# Sådan gør de det - også!
|  | Denne artikel er oprettet af botten PalnaBot ud fra en ekstern database. Den kan derfor have sproglige fejl eller mangler. Denne skabelon kan fjernes efter kontrol af indholdet. |

Sådan gør de det - også er en pornofilm fra 1973 instrueret af Ole Ørsted efter manuskript af Søren Strømberg.